# (17036) Krugly
(17036) Krugly est un astéroïde de la ceinture principale.

## Description
(17036) Krugly est un astéroïde de la ceinture principale. Il fut découvert le 22 mars 1999 à la station Anderson Mesa par le programme LONEOS. Il présente une orbite caractérisée par un demi-grand axe de 2,53 UA, une excentricité de 0,09 et une inclinaison de 2,5° par rapport à l'écliptique.

## Compléments